# Zaruddea, Zbaraj
Zaruddea (în ucraineană Заруддя) este localitatea de reședință a comunei Zaruddea din raionul Zbaraj, regiunea Ternopil, Ucraina.

## Demografie
Componența lingvistică a localității Zaruddea
     Ucraineană (97,26%)
     Rusă (2,48%)
     Alte limbi (0,13%)
Conform recensământului din 2001, majoritatea populației localității Zaruddea era vorbitoare de ucraineană (97,26%), existând în minoritate și vorbitori de rusă (2,48%).